# Netelia novoguineensis
Netelia novoguineensis är en stekelart som först beskrevs av Szepligeti 1906.  Netelia novoguineensis ingår i släktet Netelia och familjen brokparasitsteklar. Inga underarter finns listade i Catalogue of Life.